# Operace Jevusi
Operace Jevusi (hebrejsky:  מבצע יבוסי, Mivca Jevusi) byla vojenská akce provedená koncem dubna a počátkem května 1948 během počáteční fáze první izraelsko-arabské války, respektive během takzvané občanské války v Palestině, krátce před koncem britského mandátu a vznikem státu Izrael židovskými jednotkami Hagana. Jejím cílem bylo posílit židovské pozice v obleženém Jeruzalémě. 

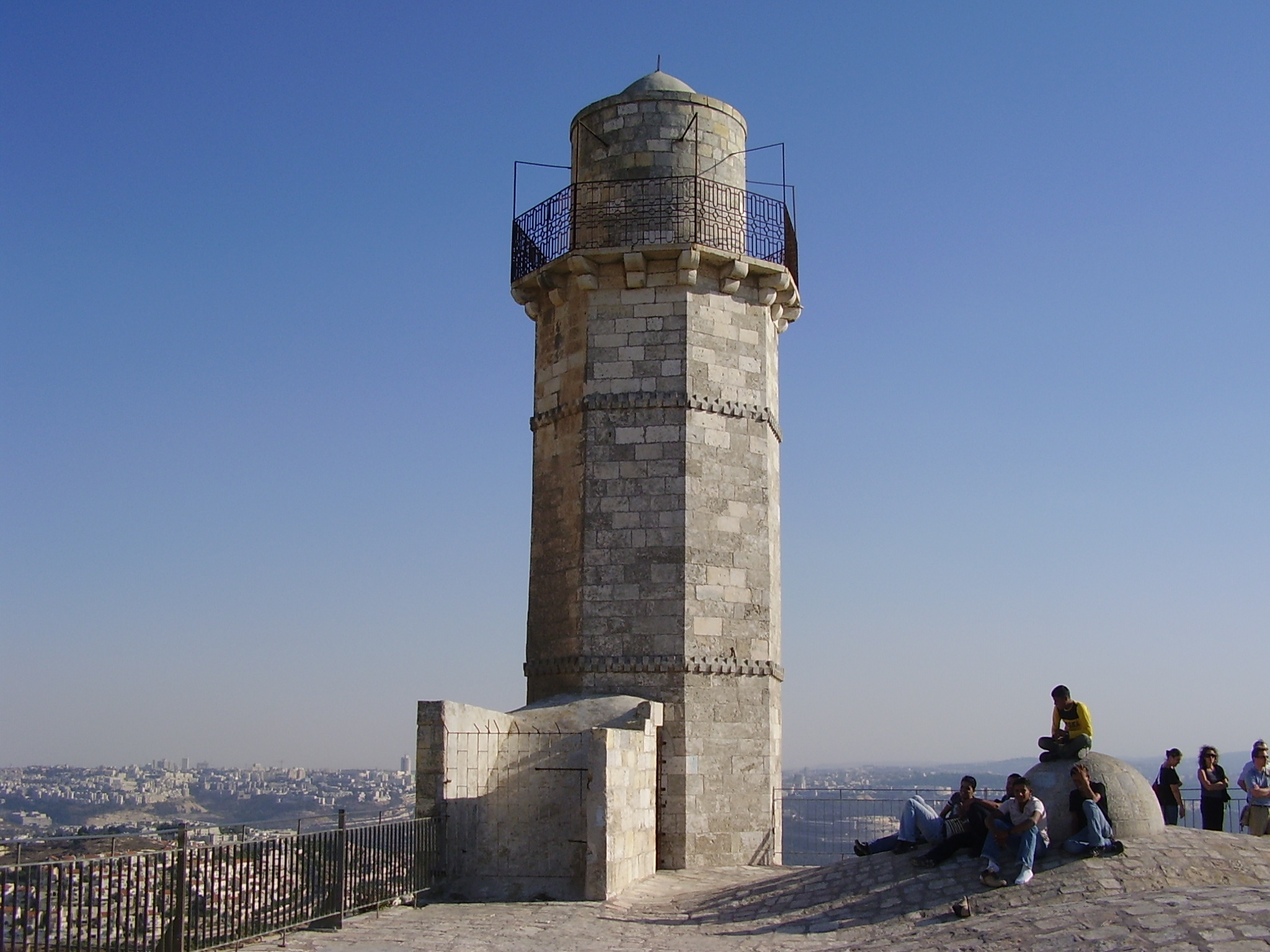
Pohled na Jeruzalém z vesnice Nabi Samwil

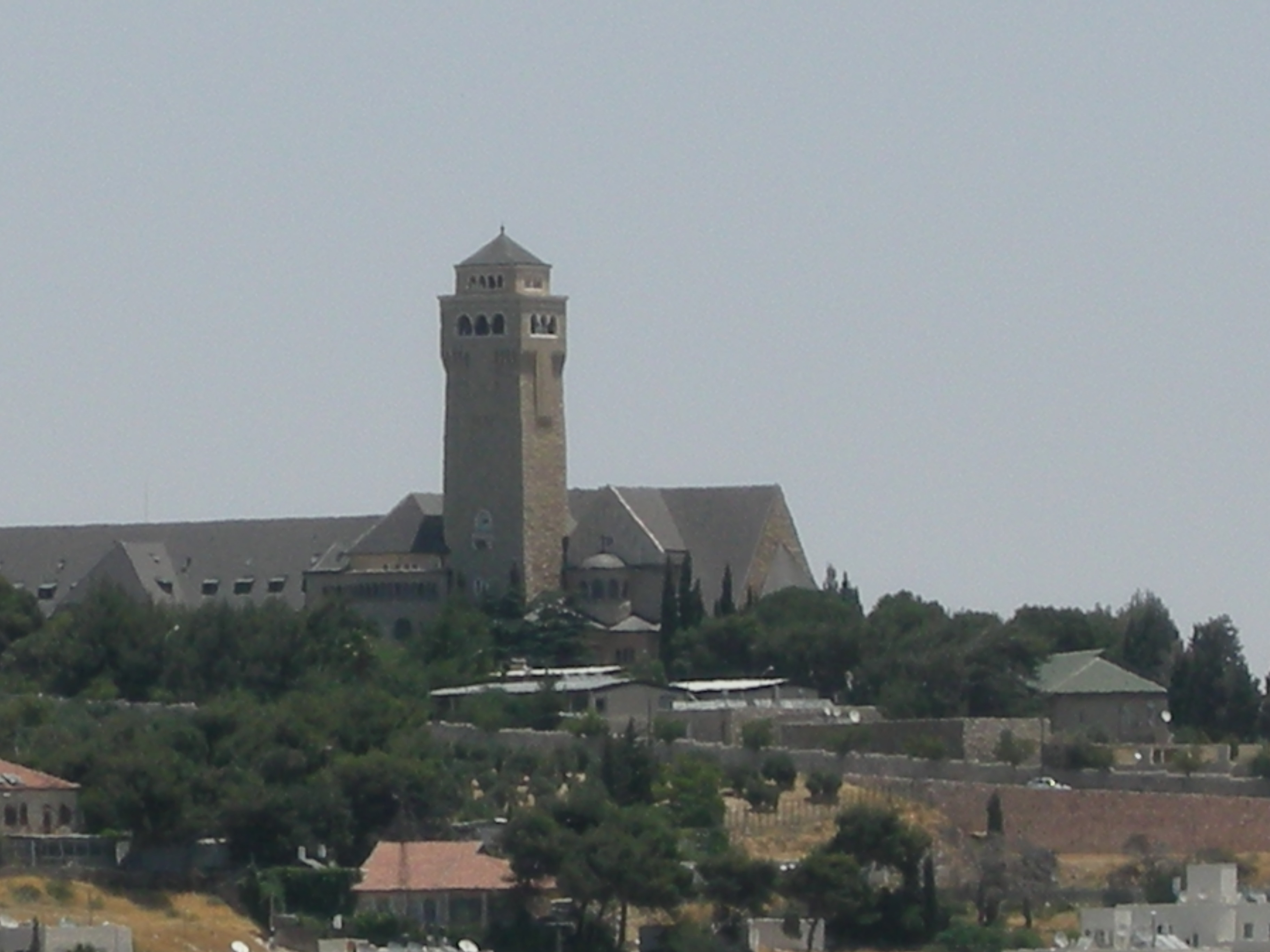
Komplex Augusta Victoria v Jeruzalémě

Před koncem britského mandátu se v Palestině stupňovaly vojenské akce, které z počáteční fáze občanské války přecházely do podoby konvenčního konfliktu. Město Jeruzalém bylo obleženo a židovské zásobování města z pobřežní nížiny bylo přerušeno arabskými ostřelovači poblíž soutěsky Ša'ar ha-Gaj (Báb al-Vád). Blokáda byla prolomena dočasně Operací Nachšon a Operací Har'el, ale od 20. dubna obléhání Jeruzaléma započalo znovu. Posledními konvoji během Operace Har'el se ovšem do města dostala Brigáda Har'el tvořena elitními jednotkami Palmach.
Operace Jevusi probíhala od 22. dubna do 1. května 1948 a jejím cílem bylo rozšířit židovské pozice v Jeruzalémě před očekávaným stažením posledních britských jednotek končícího britského mandátu. Hlavními konkrétními cíli židovského útoku byla výšina s arabskou vesnicí Nabi Samwil a posvátným místem islámu i judaismu s hrobkou Samuela severně od Jeruzaléma, okupace arabské vesnice Šu'afat severně od města. Tím mělo dojít k vytvoření souvislého židovského teritoria na severním předpolí města a bylo by tak obnoveno spojení s obklíčenou židovskou vesnicí Neve Ja'akov. Plánovalo se také dobytí arabské čtvrti Šejch Džarach a vytvoření územně souvislého koridoru na horu Skopus. Na jihozápadě města bylo cílem dobytí čtvrtě Katamon. Akci řídili David Shaltiel a velitel Palmachu Jicchak Sade.
Zpočátku Židé docílili některých výrazných úspěchů a krátce obsadili Šu'afat, ale museli se stáhnout. Akce byla špatně načasovaná a mezi jednotlivými jednotkami došlo ke zmatkům. Podobně neúspěšně skončila pro Židy i bitva u Nabi Samwil. Druhého dne se v další fázi rozběhl útok na Šejch Džarach. Ani zde ale Židé trvale neudrželi své zisky (zasáhli Britové, kteří odmítli tolerovat židovskou okupaci čtvrtě), selhal i pokus o dobytí komplexu Augusta Victoria. Brigáda Har'el během operace utrpěla silné ztráty cca 220 mužů a byla na delší dobu výrazně oslabena. Jediným trvalým územním ziskem bylo židovské ovládnutí čtvrtě Katamon.